# Conjunt del carrer Mulleras
El Conjunt del carrer Mulleras és una obra d'Olot (Garrotxa).

## Descripció
En general, són edificis de planta baixa i dos o tres pisos planta. La caixa d'escala se situa desplaçada respecte l'eix d'entrada. És freqüent l'existència de dues o tres arcades de mig punt que separen el vestíbul d'entrada. És característica també la galeria porxada posterior. Tant la planta que segueix l'esquema ja iniciat en el segle xviii, com l'aspecte formal exterior respon a una lògica constructiva local i popular amb una influència neoclàssica en els motius decoratius. Els interiors en alguns casos, estan ornamentats amb frescos de motius florals, paisatgístics i geomètrics. La majoria d'aquestes cases foren construïdes per mestres d'obres com F. Salvat, J. Cordomó i E. Pujol. Destaquen les finques números 4, 6 i 7 del carrer Lorenzana i els porxos del número, 2.
Fins a l'any 2011 havia localitzat en aquest carrer una sucursal bancària de la CAM, la qual va patir un atac l'any 2010 per part de Pere Puig Punti, que va acabar amb la vida de dos empleats d'aquest establiment a la coneguda com a la masacre d'Olot.